# Theilheim
Theilheim es un municipio situado en el distrito de Wurzburgo, en el estado federado de Baviera (Alemania), con una población a finales de 2016 de unos 2322 habitantes.
Se encuentra ubicado al noroeste del estado, en la región de Baja Franconia, cerca de la orilla del río Meno —un afluente derecho del Rin—, de la ciudad de Wurzburgo y de la frontera con el estado de Baden-Wurtemberg.